# Hubert Texier
Pas d'image ? Cliquez ici

a Compétitions nationales et continentales officielles uniquement.

Dernière mise à jour le 27 mars 2025.
Hubert Texier, né le 18 avril 2000, est un joueur français de rugby à XV évoluant au poste de troisième ligne.

## Carrière

### Formation
Hubert Texier commence par jouer au football mais à l'âge de sept ans, il débute le rugby à Aire-sur-l'Adour avec le club de la ville : l'Avenir aturin. Il joue avec le club jusqu'à ses dix-sept ans où il est repéré par Julien Ronchaud (responsable sportif du centre de formation) durant l'épreuve de sport du baccalauréat. Il rejoint alors les aspirants de la Section paloise et intègre le centre de formation paloise à l'été 2020. En même temps, il est étudiant en STAPS à Tarbes.

### En club
Hubert Texier joue son premier match avec l'équipe professionnelle en novembre 2019 lors du match amical au Stade du Hameau face au Yamaha Júbilo.
Il joue son premier match officiel en décembre 2020 lors de la première journée de Challenge européen face aux Worcester Warriors. Durant le match, il reçoit un carton jaune.
Il joue son premier match professionnel de la saison 2021-2022 lors de la troisième journée de challenge européen face au CA Brive. En manque de temps de jeu, il est prêté au Soyaux Angoulême XV en Nationale en février 2022. À l'issue de la saison, il reste en Charente et s'engage pour deux saisons avec le SA XV avec qui il jouera en Pro D2 pour la saison 2022-2023.
En mai 2024, il prolonge son contrat en Charente jusqu'en juin 2026.

## Palmarès
Néant.